# Ghetto di Rovno
Il ghetto di Rovno (anche: Ghetto di Równe o Rivne, in yiddish: ראָװנע) fu un ghetto nazista della seconda guerra mondiale, fondato nel dicembre 1941 nella città di Rovno in Ucraina, all'epoca nel Reichskommissariat Ukraine. Il 6 novembre 1941, circa 21000 ebrei furono massacrati dall'Einsatzgruppe C e dai loro collaboratori ucraini, i restanti ebrei furono imprigionati nel ghetto. Nel luglio 1942, tutti i restanti 5000 ebrei furono trasportati su camion in una cava di pietra vicino a Kostopol dove furono poi uccisi. Il ghetto fu liquidato il 13 luglio 1942, solo una manciata di ebrei riuscì a sfuggire alla deportazione.

## Contesto storico
La città di Rovno era il più grande agglomerato della provincia di Volinia della Seconda Repubblica Polacca dove, nel 1937, vivevano in totale circa 25000 ebrei. La città era un centro per l'educazione ebraica dotata di molte scuole ebraiche tra cui una scuola religiosa chassidica, la Yeshivah.
Situata nella regione sud-orientale di Kresy, a circa 80 chilometri a ovest del confine tra Polonia e Unione Sovietica, Rovno fu occupata dall'Armata Rossa dopo l'invasione sovietica della Polonia il 17 settembre 1939 e incorporata nella RSS Ucraina.
Quando le truppe tedesche invasero l'Unione Sovietica nel giugno 1941, la città cadde in mano alla Wehrmacht il 28 giugno 1941. Il 20 agosto 1941, Rovno fu dichiarata capitale del Reichskommissariat tedesco dell'Ucraina. e subito dopo fu istituito il ghetto ebraico dalla stessa amministrazione tedesca.
All'inizio dell'occupazione tedesca, a Rovno risiedevano circa 23000 ebrei polacchi insieme ai profughi dalla Polonia occidentale, che complessivamente costituivano metà della popolazione della città. Quando i nazisti strapparono la città ai sovietici, ci furono diverse esecuzioni della popolazione ebraica per infliggere terrore e paura a scopo coercitivo.

## Creazione e liquidazione
Il ghetto, la cosiddetta "zona residenziale ebraica", fu creato nel dicembre 1941. Fu un ghetto aperto creato nel quartiere di Wola, alla periferia di Rovno, dove inizialmente vi abitavano 5200 ebrei.
La distruzione della popolazione ebraica di Rovno avvenne in tre fasi:
1. Circa 3000-4000 ebrei furono uccisi tra luglio e agosto. Il 9 e 12 luglio 1941, l'Einsatzkommando 4A dell'Einsatzgruppe C, uno squadrone della morte, uccise 240 ebrei; nel rapporto tedesco ufficiale, le vittime furono individuate come "agenti bolscevichi" e "funzionari ebrei". Il 6 agosto, i battaglioni della Polizia dell'Ordine condussero una seconda campagna a Rovno, nel corso della quale furono fucilati circa 300 ebrei.
2. La sparatoria più sanguinosa ebbe luogo il 6-7 novembre 1941, dove furono uccisi tra i 15000 e i 18000 ebrei adulti. L'operazione fu guidata dal comandante della polizia dell'ordine Otto von Oelhafen[1] con l'assistenza della polizia ausiliaria ucraina e dei membri dell'OUN, nella foresta di Sosenki vicino a Rovno (il termine "Sosenki" significa "Piccoli alberi di pino" in polacco). Gli ebrei furono fucilati dal battaglione di polizia 320 in coordinamento con la 5ª divisione dell'Einsatzgruppe.[10] Tra le vittime ci furono 6000 bambini, anche sepolti vivi sotto le altre vittime in un luogo di sterminio vicino a quello degli adulti.[1]
3. Il ghetto fu liquidato nel luglio 1942, precisamente la notte del 13 luglio 1942 alle ore 22:00, quando una divisione "condivisa" delle SS e delle unità di polizia ucraine circondò il ghetto, posizionando dei riflettori lungo il perimetro: la brigata SS e la polizia ucraina furono suddivise in piccoli gruppi, fecero irruzione nelle case e costringendo fuori le persone, poi radunate su un treno merci e portate a Kostopol (o Prokhurov) dove furono uccise a colpi di arma da fuoco nella piccola Aktionen.[1] Complessivamente furono uccisi 5000 ebrei in questo modo,[2][11]  in seguito ebbero luogo altre Aktionen nel quartiere.[1]

Il ghetto fu dichiarato "Judenrein", cioè pulito dagli ebrei, a fine luglio dal Reichskommissar Eric Koch. I restanti 5000 ebrei che furono professionalmente abili, e che quindi furono in grado di svolgere professioni ritenute essenziali dagli amministratori, furono sottratti alle loro famiglie e collocati nel ghetto. Si stima che a Rovno furono uccisi dai 22000 ai 23000 ebrei.
Il 2 febbraio 1944, Rovno fu liberata dalle truppe sovietiche del 1° fronte ucraino durante l'operazione Rovno-Lutsk.

## La vita nel ghetto
Il ghetto aveva uno Judenrat composto da 12 persone. I primi due uomini che furono nominati a capo dello Judenrat furono Moses e Jacob Bergman (Leon) Suharchuk: entrambi si suicidarono alla fine del 1941 perché non vollero seguire la richiesta dei nazisti di consegnare un gruppo di ebrei.
Gli ebrei che vissero nel ghetto dovettero pagare le tasse alle autorità tedesche. Durante un'operazione, con lo scopo di sequestrare il denaro, gli ebrei furono tenuti a pagare alle autorità tedesche la somma esatta di 12 milioni di rubli. Inoltre, le autorità tedesche confiscarono l'oro, i gioielli, i mobili e gli indumenti rimasti in possesso degli ebrei. Al momento dell'operazione, gli ebrei vendevano anche i vestiti per procurarsi del cibo. Gli oggetti più preziosi furono inviati in Germania, il resto fu consegnato ai soldati tedeschi e ai poliziotti ucraini oppure fu venduto loro a prezzi simbolici. Nel ghetto furono imposte numerose restrizioni agli ebrei, compreso l'obbligo di portare un segno distintivo.

## Resistenza
Le organizzazioni clandestine operarono nel ghetto e nel tempo accumularono armi, 150 ebrei furono salvati da un ingegnere che lavorò per la Reichsbahn, Hermann Graebe, mentre il ghetto fu liquidato. Gli ebrei che riuscirono a sfuggire alle deportazioni si unirono ai partigiani e in seguito parteciparono alla liberazione di Rovno, in aiuto dell'Armata Rossa nella battaglia di Rovno del febbraio 1944. Gli ebrei sopravvissuti iniziarono a radunarsi in città dopo la arrivo dell'Armata Rossa e alla fine del 1944 a Rovno si contavano circa 1200 ebrei, e tra questi il futuro autore David Lee Preston (The Sewer People of Lvov) e la sua famiglia.

## Dopo la guerra
Nel 1992, fu costruito un memoriale sul luogo del massacro di Sosenski. Il 6 giugno 2012, il memoriale è stato vandalizzato, presumibilmente come atto antisemita.